# Константин I Тих
Константин I Асень Тих — правитель Второго Болгарского царства с 1257 по 1277 годы.

## Происхождение
В 1257 году Константин I, сын болгарского боярина Тиха из Скопье был избран боярами новым царём. В последующей борьбе за престол прежний царь Мицо Асень был разбит и в 1261 году бежал в Никейскую империю к Михаилу VIII Палеологу.
Чтобы закрепить своё положение как легитимного правителя, Константин решил породниться с правящей династией Асеней и женится на Ирине Ласкарине, внучке болгарского царя Ивана Асеня II и дочери никейского императора Феодора II Ласкариса и Елены Болгарской. С этого момента его именуют — Константин I Асень Тих.

## Правление

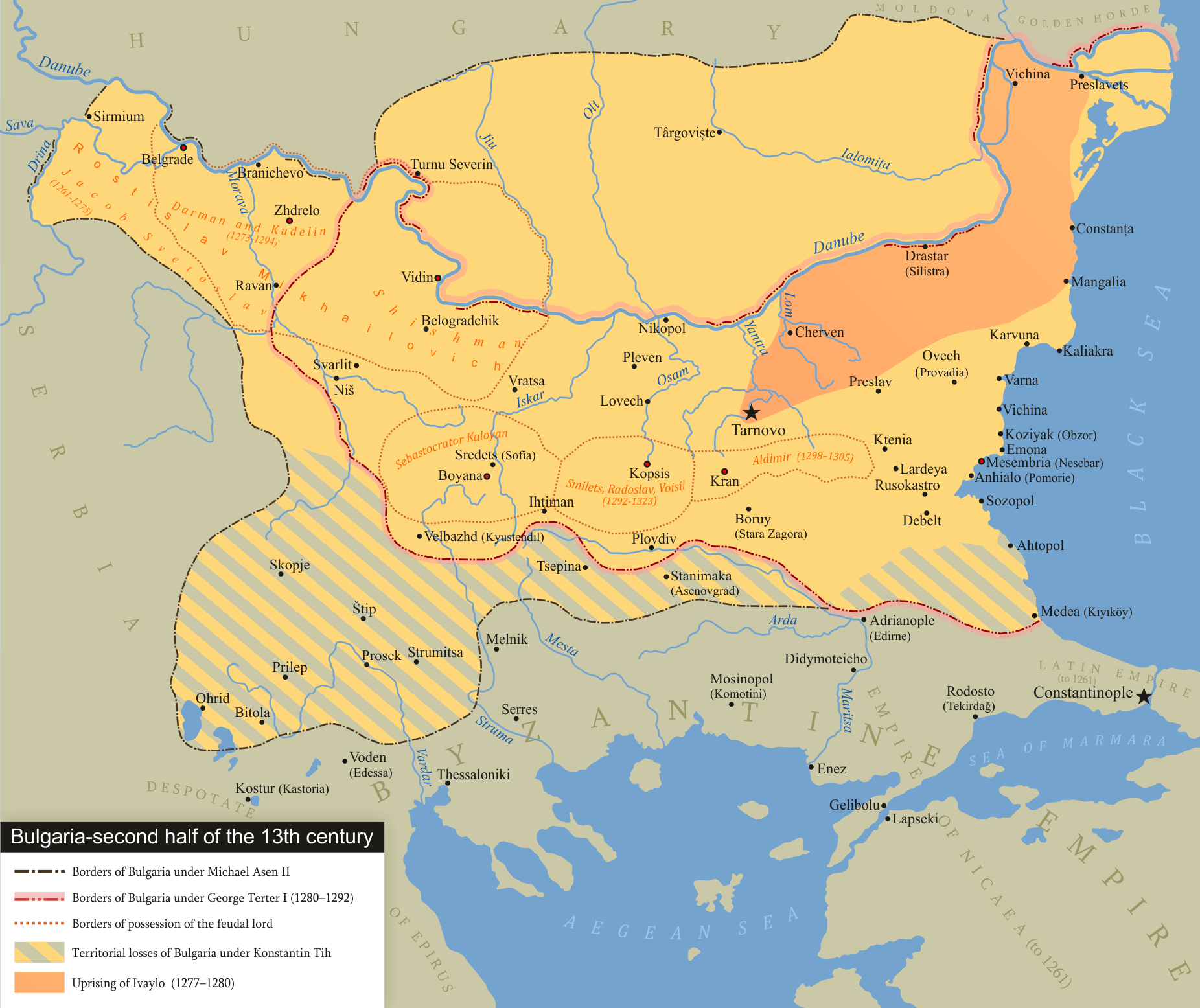
Второе Болгарское царство — его границы на момент смерти Константина Тиха обозначены на карте как "границы при Михаиле II Асене"

Воспользовавшись смутой в Болгарии, венгерский король Бела IV в 1259 году начинает войну. Под руководством будущего короля Иштвана V, венгры захватывают города Видин и Лом. В 1260 году Константин вернул утраченные города.
В 1261 году под предлогом мести за ослепление Феодора Ласкариса Константин Тих нападает на Константинополь, но терпит поражение, потеряв почти всю армию и в 1265 году совместно с монгольскими войсками беклярбека Ногая предпринимает повторный поход против Византии. В 1268 году умирает царица Ирина Ласкарина и византийский император Михаил VIII Палеолог предлагает в жены царю Константину свою племянницу Марию, пообещав вернуть захваченные в 1261 году города Месембрия и Анхиало. Константин соглашается, но император обещания не сдержал и города не вернул. Это осложняет и так непростые отношения между Константинополем и Тырново.
В 1274 году византийцам удалось привлечь на свою сторону ордынских татар, начинаются регулярные набеги на север Болгарии. В 1277 году недовольство царем вылилось в крестьянское восстание под руководством пастуха Ивайло, посылаемые царем для подавления мятежа войска либо разбегаются до встречи с противником, либо переходят на сторону Ивайло. В конце того же года Константин лично возглавил армию, состоялось сражение, в котором царские войска были разбиты и сам царь Константин погиб.

## Семья
Константин I был женат три раза.

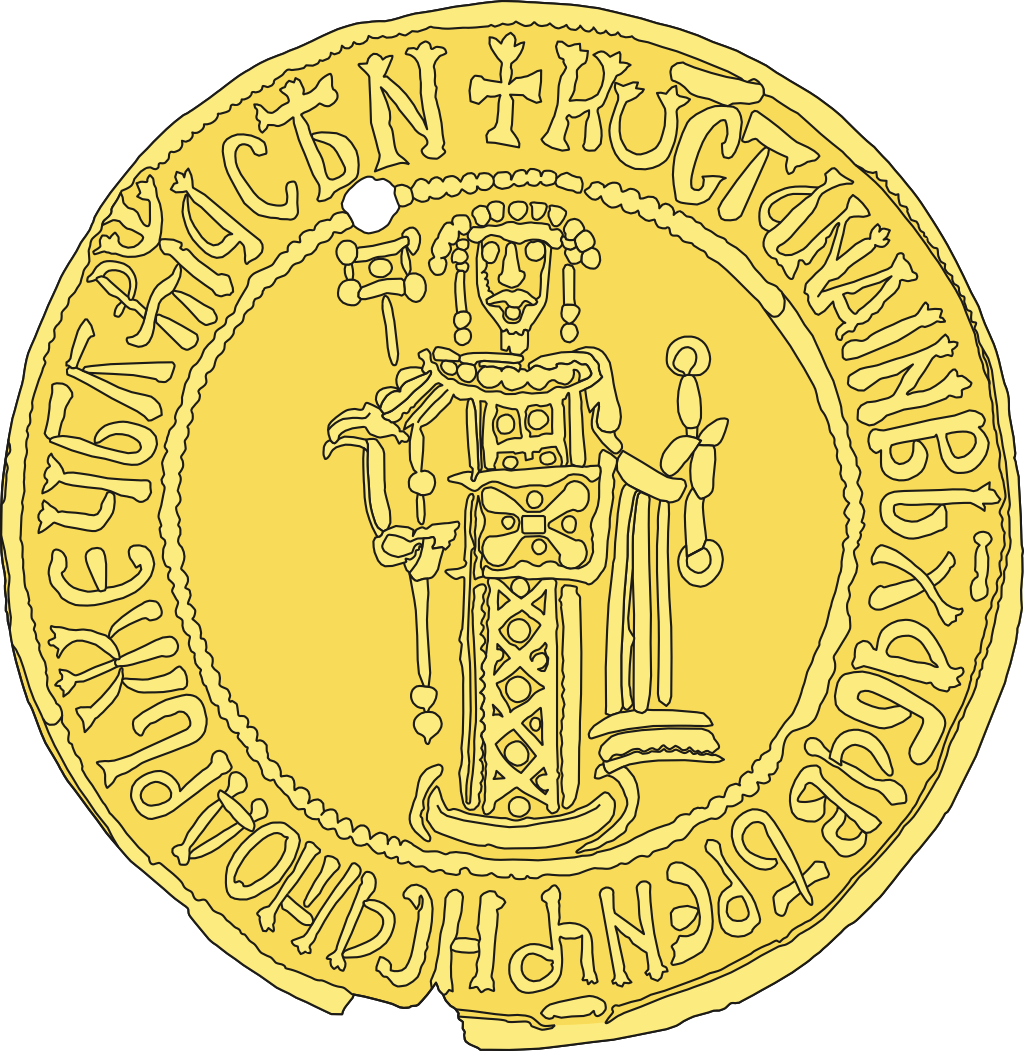
Золотая печать царя Константина Асеня

Имена его первой жены и детей не известны. От второй жены — Ирины Ласкарины (умерла в 1268 году) детей не было. От третьего брака с Марией Палеологиней (племянницей византийского императора Михаила VIII) в 1270 году родился сын Михаил II Асень, которого Константин Тих объявил своим соправителем в 1272 году, однако реальной власти Михаил II Асень никогда не имел и его обычно не включают в список болгарских царей.